# 509
509 (DIX) je bilo navadno leto, ki se je po julijanskem koledarju začelo na četrtek.

## Dogodki
- 1. januar

## Smrti
- Sigibert Hromi, kralj Ripuarskih Frankov (* ni znano)